# Limenitis serenita
Limenitis serenita är en fjärilsart som beskrevs av Hans Fruhstorfer 1915. Limenitis serenita ingår i släktet Limenitis och familjen praktfjärilar. Inga underarter finns listade i Catalogue of Life.